# Moselgau
Le Moselgau était une subdivision territoriale de l'Empire carolingien. 
En tant qu'entité territoriale, le Gau de la Moselle, ou Moselgau, apparait au IXe siècle avec l'Empire carolingien pour disparaître au XIe siècle. La juridiction et la gestion du Gau, en tant que territoire, était déléguée par l'empereur à un vassal. C'est dans ce sens, que le Gau prend le sens de district, du latin districtum, étendue d'une juridiction.
En tant que district administratif, le Moselgau englobait la vallée de la Moselle, de Metz au sud,  jusqu'à l'actuelle frontière entre le Luxembourg et l'Allemagne. Sa désignation géographique était plus étendue, s'étendant au nord jusqu'à Cochem, en Rhénanie-Palatinat.
Metz était le siège administratif du Moselgau, ce qui entraîne parfois une confusion avec le comté de Metz.
Les responsables du Moselgau furent :
- Adalard II de Metz ( c. 840 - † c. 889)
- Siegfried de Luxembourg (919– † 998)
- Giselbert de Luxembourg († 1004)
- Friedrich de Luxembourg (965 – † 1019)

## Sources
- (de) Cet article est partiellement ou en totalité issu de l’article de Wikipédia en allemand intitulé « Moselgau » (voir la liste des auteurs).
- (de) Thomas Bauer, Geschichtlicher Atlas der Rheinlande, 7. Lieferung, IV.9: Die mittelalterlichen Gaue, Cologne, 2000.